# Aproximante palatal labializada sorda
La aproximante o fricativa labio-palatal sorda es un tipo de sonido consonántico que se usa en algunos idiomas hablados. El símbolo en el Alfabeto Fonético Internacional que representa este sonido es ⟨ ɥ̊ ⟩  o ⟨ ɸ͡ç ⟩ . La primera, más exactamente la fricativa palatal labializada sorda por aquellos que la consideran una fricativa, es la contraparte sorda de la aproximante palatal labializada sonora. Otros lingüistas postulan aproximantes sordas distintas de las fricativas sordas; para ellos, [ɥ̊] es una aproximante palatal labializada sorda.

## Características
- Su forma de articulación es:
  - O bien fricativa, lo que significa que se produce al contraer el flujo de aire a través de un canal estrecho en el punto de articulación, lo que provoca turbulencia.
  - O bien aproximante, lo que significa que se produce al estrechar el tracto vocal en el Punto de articulación, pero no lo suficiente como para producir una corriente de aire turbulenta.
- El punto de articulación de [ɥ̊] es palatal; también se labializa.
- El punto de articulación de [ɸ͡ç] es palatal y bilabial.
- Su fonación es sorda, lo que significa que se produce sin vibraciones de las cuerdas vocales.
- Es una consonante oral, lo que significa que el aire solo puede escapar por la boca.
- Es una consonante central, lo que significa que se produce al dirigir la corriente de aire a lo largo del centro de la lengua, en lugar de hacia los lados.

- El mecanismo de la corriente de aire es pulmonar, lo que significa que se articula empujando el aire únicamente con los músculos intercostales y el diafragma, como en la mayoría de los sonidos.[3]

## Aparece en
| idioma | idioma      | Palabra               | AFI                   | Significado | Notas                                                                                     |
| ------ | ----------- | --------------------- | --------------------- | ----------- | ----------------------------------------------------------------------------------------- |
| Iaai   | Iaai        | [ ejemplo requerido ] | [ ejemplo requerido ] |             | Descrito como una aproximante. Contrasta con su contraparte sonora /ɥ/. no sobresaliente. |
| Kham   | Gamale Kham | ह्व़ा                    | [ɥ̊ɐ]                  | 'mono'      | Descrito como un aproximado. Contrasta con la contraparte sonora /ɥ/.                     |